# Hotel Tassel

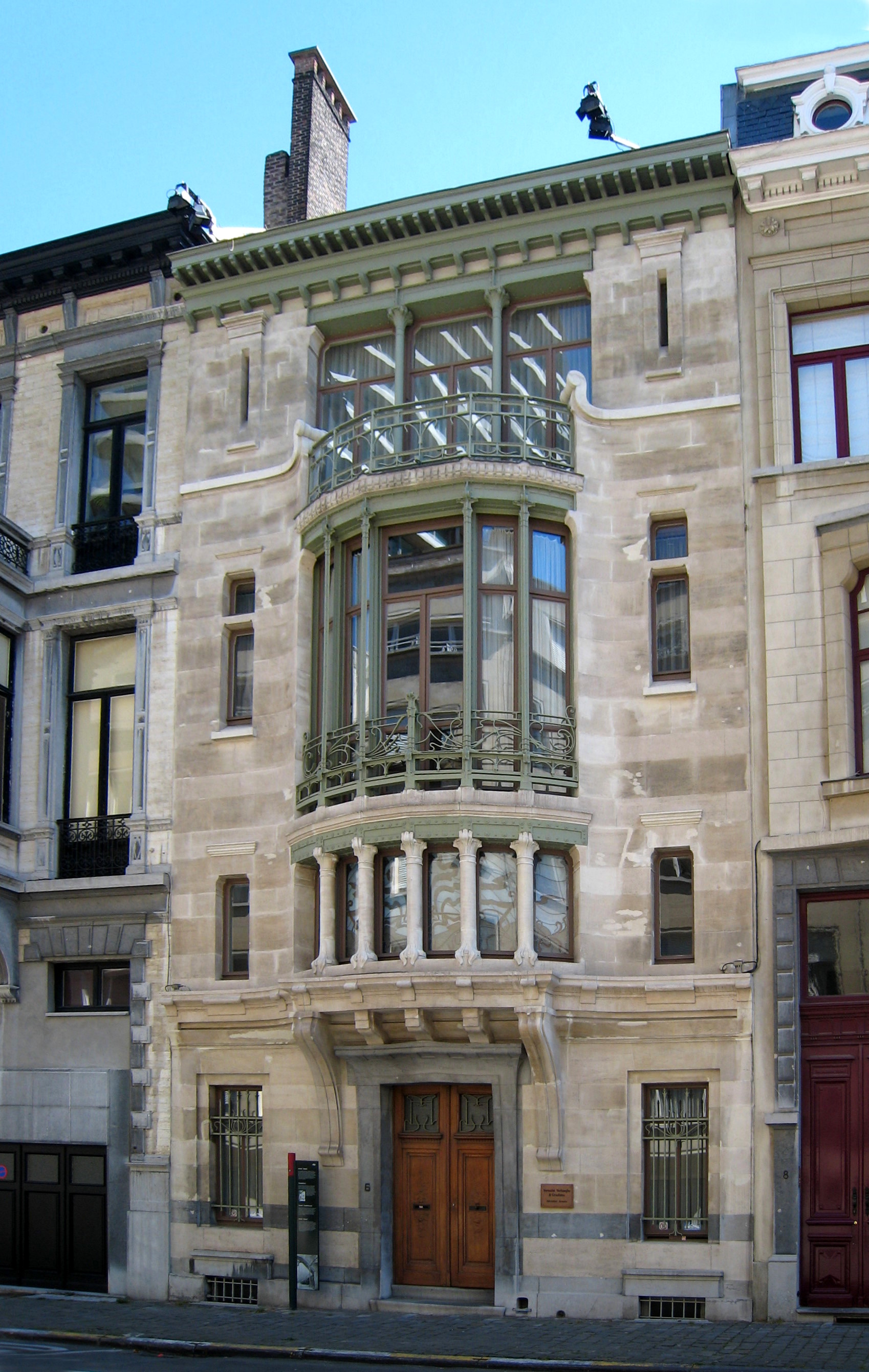
Façade

Het Hotel Tassel (Huis Tassel) is een herenwoning in de stad Brussel in België. Het Hotel Tassel werd ontworpen door de Belgische architect Victor Horta en het markeert de aanvang van de kunststroming art nouveau.

## Situering
Het Hotel Tassel is gelegen in de Paul-Emile Jansonstraat nr. 6, vlak bij de Louizalaan. Het werd ontworpen voor Horta's vriend Emile Tassel, hoogleraar aan de ULB, en dateert uit de periode 1893-1894. Het was het eerste belangrijk bouwwerk dat Horta bouwde nadat hij zich als zelfstandig architect had gevestigd.
Men kan het Hotel Tassel beschouwen als het manifest van een nieuwe architectuurstijl. "Tassel" is als het ware Horta's tastbaar geworden programma van de art nouveau.
Horta oogstte ook meteen succes met dit huis en sleepte er andere opdrachten mee in de wacht, zoals het Hotel Solvay en het Hotel van Eetvelde, allen opdrachtgevers behorende tot de eerder liberale gegoede hoge burgerij. Met dit ontwerp verwierf Horta het geestelijk vaderschap van de gehele moderne bouwkunst, van Perret tot Le Corbusier.

## Beschrijving

### Indeling en reacties
De bouw van Tassels huis riep gemengde gevoelens op bij de tijdgenoten. Vele architecten en voorbijgangers stelden zich er vele vragen bij, aldus de memoires van Horta zelf. De centraal geplaatste voordeur was toen ongebruikelijk voor dit type van ingesloten stadwoning. Doordat de voorgevel geen grote keldervensters bevatte, dus geen souterrain, rees bij velen de vraag wie de opdrachtgever wel kon zijn aangezien hij geen personeel kon huisvesten. De lage tussenverdieping met relatief kleine ramen vlak boven de voordeur en de hoge ramen op de eerste verdieping of bel-etage pasten voor velen niet in het verwachtingspatroon van een traditionele gevelopbouw.

### Interieur
In deze woning realiseerde Horta voor het eerst een vernieuwend architectonisch ruimteconcept. Horta brak bewust met de toen gebruikelijke typologie van de rijwoning door de bijzondere eisen van de opdrachtgever namelijk het optimaal foto's kunnen projecteren vanaf de balkonbalustrade met een projector, te vertalen in een aangepaste binnenruimte.
Een denkbeeldige as vertrekt vanaf de voordeur tot aan de achtergevel, waardoor de ruimtes groter lijken, de beperkende afmetingen van het bouwperceel negerend. De grootste vernieuwende vondst komt neer op het opdelen van het bouwvolume in twee delen met in het midden een lichtschacht gelegen achter een achthoekige vestibule. Rechts naast de lichtschacht bevindt zich de trap, links een serre. Door het aanwenden van spiegels in deze serre wekt hij de illusie van ruimtevergroting. Met het licht en de spiegels schiep Horta in de woning een dynamisch centrum en een tot dan toe niet bereikte ruimte-ervaring in een rijwoning.

### Gevels
De voorgevel is een afwisseling van in- en uitsprongen, wat een spel van schaduw en licht met zich meebrengt met een contrast tussen de open ijzerconstructie en de massieve steen.
Centraal ziet men een cirkelvormig uitstulpend venster dat de smalheid van de gevel compenseert en dat wordt geaccentueerd door smalle zuilen.
De hele gevel is symmetrisch opgebouwd. Een verticale middenas vertrekt van in het midden van de toen ongebruikelijk centraal geplaatste inkomdeur, naar boven tot aan het balkon van de hoogste verdieping.

De in het oog springende ijzerstructuur is van essentieel belang om een maximum aan licht te verkrijgen. In het hele huis zijn de metaalelementen (zoals klinknagels en bouten) duidelijk zichtbaar, wat getuigt van Horta's vernieuwende opvattingen. Dit verraadt ook een zekere bewondering voor de ingenieurskunst van Gustave Eiffel.

## Recente historie

### Werelderfgoed en restauratie
In 2000 werd het Hotel Tassel samen met drie andere herenhuizen van Horta uitgeroepen tot Werelderfgoed door de UNESCO. Sinds januari 1985 is het interieur van de woning Tassel, dankzij de inzet van een oud-leerling van Horta, architect Jean Delhaye, volledig gerestaureerd en was er een tijdlang de ambassade van Mexico in gevestigd.

### Toegang
Hotel Tassel is niet te bezichtigen door het het algemene publiek.